# Campeonato Mundial de Halterofilismo de 2009 - Mais de 75 kg feminino
A competição feminina na divisão superpesada (+75 kg) foi realizada em 28 de novembro de 2009.

## Calendário
As competidoras foram divididas em dois grupos:
| Dia            | Horário | Fase    |
| -------------- | ------- | ------- |
| 28 de novembro | 13:00   | Grupo B |
| 28 de novembro | 19:00   | Grupo A |

## Medalhistas
| Prova     | Ouro                    | Ouro   | Prata                   | Prata  | Bronze            | Bronze |
| --------- | ----------------------- | ------ | ----------------------- | ------ | ----------------- | ------ |
| Arranque  | Tatiana Kachírina (RUS) | 138 kg | Jang Mi-ran (KOR)       | 136 kg | Meng Suping (CHN) | 131 kg |
| Arremesso | Jang Mi-ran (KOR)       | 187 kg | Tatiana Kachírina (RUS) | 165 kg | Meng Suping (CHN) | 165 kg |
| Total     | Jang Mi-ran (KOR)       | 323 kg | Tatiana Kachírina (RUS) | 303 kg | Meng Suping (CHN) | 296 kg |

## Recordes
Antes desta competição, os recordes mundiais da categoria eram os seguintes:
| Recorde         | Tipo      | Atleta            | Peso   | Local  | Data                 |
| Recorde mundial | Arranque  | Jang Mi-ran (KOR) | 140 kg | Pequim | 16 de agosto de 2008 |
| Recorde mundial | Arremesso | Jang Mi-ran (KOR) | 186 kg | Pequim | 16 de agosto de 2008 |
| Recorde mundial | Total     | Jang Mi-ran (KOR) | 326 kg | Pequim | 16 de agosto de 2008 |

## Resultados
Ref.
| Pos. | Atleta                    | Grupo | Peso (kg) | Arranque (kg) | Arranque (kg) | Arranque (kg) | Arranque (kg) | Arremesso (kg) | Arremesso (kg) | Arremesso (kg) | Arremesso (kg) | Total (kg) |
| Pos. | Atleta                    | Grupo | Peso (kg) | 1             | 2             | 3             | Pos.          | 1              | 2              | 3              | Pos.           | Total (kg) |
| ---- | ------------------------- | ----- | --------- | ------------- | ------------- | ------------- | ------------- | -------------- | -------------- | -------------- | -------------- | ---------- |
| 1    | Jang Mi-ran (KOR)         | A     | 115,04    | 131           | 131           | 136           | 2             | 174            | 174            | 187            | 1              | 323        |
| 2    | Tatiana Kachírina (RUS)   | A     | 90,90     | 130           | 135           | 138           | 1             | 160            | 165            | 168            | 2              | 303        |
| 3    | Meng Suping (CHN)         | A     | 113,95    | 125           | 131           | 135           | 3             | 165            | 173            | 173            | 3              | 296        |
| 4    | Ele Opeloge (SAM)         | A     | 122,32    | 120           | 120           | 126           | 4             | 145            | 145            | 145            | 4              | 265        |
| 5    | Mariam Usman (NGR)        | A     | 126,16    | 105           | 110           | 115           | 6             | 135            | 140            | 145            | 5              | 260        |
| 6    | Lee Hui-sol (KOR)         | A     | 115,89    | 110           | 115           | 121           | 8             | 140            | 150            | 150            | 6              | 250        |
| 7    | Yuliya Dovhal (UKR)       | A     | 90,24     | 110           | 114           | 115           | 7             | 130            | 134            | 136            | 8              | 244        |
| 8    | Afaf Ibrahim (EGY)        | A     | 97,33     | 100           | 100           | 105           | 11            | 135            | 140            | 140            | 7              | 240        |
| 9    | Ümmühan Gürçay (TUR)      | B     | 89,65     | 98            | 103           | 106           | 9             | 129            | 133            | 133            | 9              | 239        |
| 10   | Kathleen Schöppe (GER)    | B     | 93,37     | 99            | 103           | 105           | 10            | 128            | 128            | 132            | 11             | 237        |
| 11   | Sarah Robles (USA)        | B     | 120,83    | 97            | 97            | 100           | 14            | 128            | 133            | 138            | 10             | 233        |
| 12   | Tania Silva (MEX)         | B     | 103,15    | 98            | 102           | 104           | 13            | 125            | 125            | 130            | 12             | 232        |
| 13   | Hadiza Zakari (NGR)       | B     | 81,77     | 95            | 100           | 103           | 12            | 115            | 120            | 125            | 13             | 228        |
| 14   | Tania Mascorro (MEX)      | B     | 103,07    | 98            | 103           | 104           | 15            | 125            | 125            | 131            | 14             | 223        |
| 15   | Sabina Bagińska (POL)     | B     | 99,45     | 92            | 96            | 96            | 19            | 115            | 120            | 122            | 15             | 218        |
| 16   | María Carvajal (DOM)      | B     | 82,28     | 93            | 97            | 100           | 16            | 115            | 120            | 120            | 16             | 217        |
| 17   | Annarosa Campaldini (ITA) | B     | 97,04     | 91            | 95            | 97            | 17            | 116            | 121            | 121            | 18             | 213        |
| 18   | Sibel Altındaş (TUR)      | B     | 82,82     | 85            | 90            | 92            | 20            | 105            | 115            | 117            | 17             | 209        |
| 19   | Krisztina Magát (HUN)     | B     | 105,42    | 90            | 95            | 97            | 18            | 110            | 115            | 116            | 19             | 207        |
| —    | Nahla Ramadan (EGY)       | A     | 97,01     | 115           | 118           | 118           | 5             | 140            | —              | —              | —              | —          |

## Novos recordes
| Arremesso | 187 kg | Jang Mi-ran (KOR) | RM | [ 1 ] |